# GBP510
GBP510 — кандидат на вакцину проти COVID-19, розроблений спільно компаніями «SK Bioscience» та «GlaxoSmithKline». Кандидат на вакцину розроблявся за участю інституту білкового синтезу Університету Вашингтону.
Міністерство з питань контролю за харчовими продуктами та лікарськими засобами Південної Кореї повідомило про початок III фази клінічних досліджень вакцини GBP510.